# Amstel Gold Race

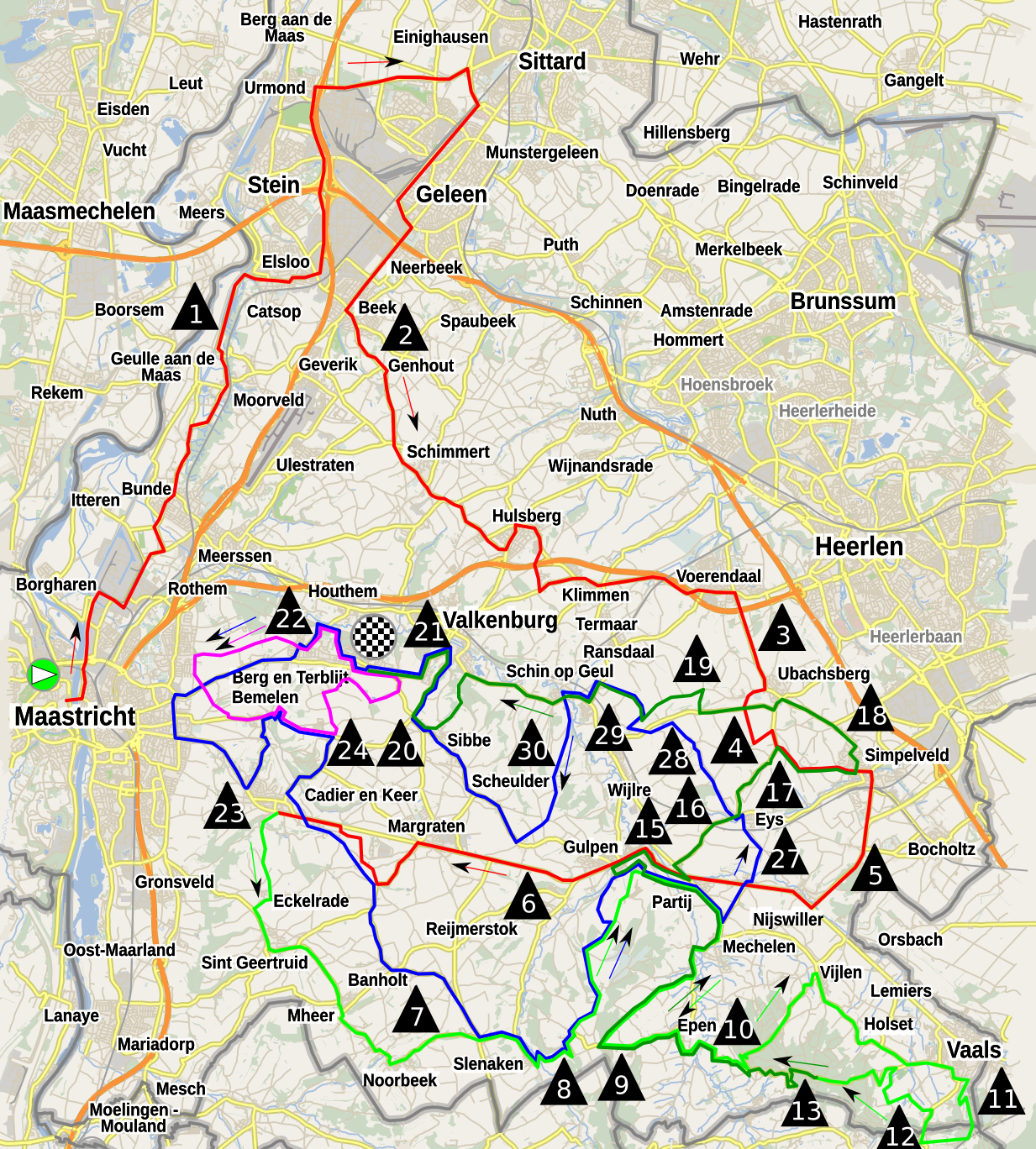
Banslingorna i herrloppet2023.

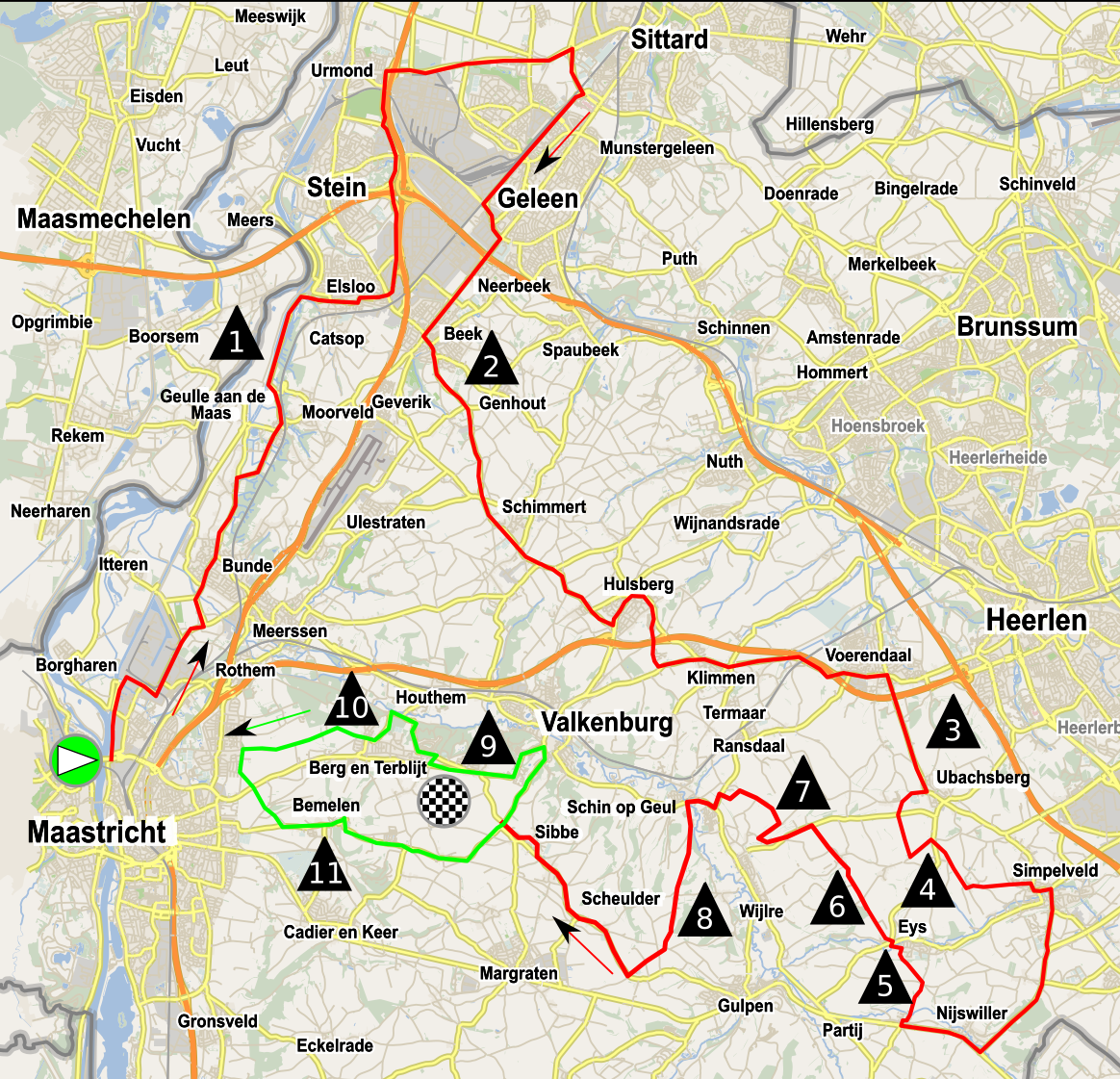
Damloppets sträckning 2023. Loppet avslutades med tre varv på den ljusgröna slingan.

Amstel Gold Race är ett professionellt tävlingslopp för herrar på cykel i Nederländerna. Namnet refererar inte till floden Amstel, som ligger långt bort, utan till sponsorn Heinekens ölmärke Amstel. Loppet går till största delen i södra delen av provinsen Limburg. Bansträckningen har ändrats många gånger, från 2003 till 2016 låg målet på toppen av Cauberg-backen i Valkenburg, men sedan 2017 slutar loppet på plan mark. Tidigare låg målet i Maastricht. Loppet ingår i de så kallade vårklassikerna och är den första av Ardennerklassikerna.
Amstel Gold Race har aldrig startat i Amsterdam, Rotterdam eller Utrecht. Inte heller har det startat i Breda igen.
2001-2003 arrangerades även ett damlopp vilket ingick i världscupen för damer. 2004 startade ett annat damlopp, Holland Hills Classic (under olika namn), som de sju första åren gick i juli/augusti, men 2011 flyttades det till våren. Hills Classic var klassat av UCI som 1.1 (2014-2016, dessförinnan från 2006 som 1.2). Hills Classic lades ner inför 2017 då Amstel Gold Races damlopp återskapades. Amstel Gold Race voor vrouwen ingår sedan 2017 i UCI Women's World Tour.

## Första tävlingen
Den första tävlingen startades den 30 april 1966 av två nederländska sportarrangörer, Ton Vissers och Herman Krott, som tillsammans skapade ett företag kallat Inter Sport. Det första loppet var tänkt att gå mellan Amsterdam och Maastricht, men saker blev inte riktigt som de hade tänkt sig. Krott och Vissers hade inte planerat hur mycket tid den egentliga sträckan skulle ta, en sträcka på 280 kilometer. I slutändan startade tävlingen i Breda och målet låg i den relativt okända staden Meerssen.
Problemen var dock inte över då Provorörelsen hade deklarerat Nederländerna som anarki.[källa behövs] På den andra sidan protesterade nederländarna mot äktenskapet mellan drottningens dotter Beatrix, som skulle gifta sig med tysken Claus von Amsberg samma dag. Polisen var oroliga för att tävlingen skulle leda till attacker, då tävlingen skulle starta på Koninginnedag, som är en nationell festdag.[källa behövs] Tävlingen blev därför avblåst, men det nederländska vägministeriet i Haag gav tillåtelse till loppet då de fick veta att tävlingen aldrig mer skulle köras den 30 april. Inga större protester skedde under loppet.

## Amstel Gold Race
Inter Sport slutade sponsra tävlingen 1970 och Herman Krott var tävlingsledare fram till 1995. Rollen togs då över av Leo van Vliet, som tidigare tävlat som professionell cyklist.
Holländaren Jan Raas har vunnit tävlingen vid hela fem tillfällen vilket gör att loppet (och även Jan Raas) ibland skämtsamt kallas "Amstel Gold Raas".
Loppet ingår sedan 2005 i UCI World Tour, dessförinnan ingick det i UCI World Cup.

## Podieplaceringar

### Herrar
| År   | Vinnare              | Tvåa                     | Trea                  |          |
| ---- | -------------------- | ------------------------ | --------------------- | -------- |
| 1966 | Jean Stablinski      | Bernard Van De Kerckhove | Jan Hugens            |          |
| 1967 | Arie den Hartog      | Cees Lute                | Harrie Steevens       |          |
| 1968 | Harrie Steevens      | Roger Rosiers            | Daniel Van Ryckeghem  |          |
| 1969 | Guido Reybrouck      | Jos Huysmans             | Eddy Merckx           |          |
| 1970 | Georges Pintens      | Willy Van Neste          | André Dierickx        |          |
| 1971 | Frans Verbeeck       | Gerben Karstens          | Roger Rosiers         |          |
| 1972 | Walter Planckaert    | Willy De Geest           | Joop Zoetemelk        |          |
| 1973 | Eddy Merckx          | Frans Verbeeck           | Herman Vanspringel    |          |
| 1974 | Gerrie Knetemann     | Walter Planckaert        | Walter Godefroot      |          |
| 1975 | Eddy Merckx          | Freddy Maertens          | Joseph Bruyère        |          |
| 1976 | Freddy Maertens      | Jan Raas                 | Luc Leman             |          |
| 1977 | Jan Raas             | Gerrie Knetemann         | Hennie Kuiper         |          |
| 1978 | Jan Raas             | Francesco Moser          | Joop Zoetemelk        |          |
| 1979 | Jan Raas             | Henk Lubberding          | Sven-Åke Nilsson      |          |
| 1980 | Jan Raas             | Alfons De Wolf           | Sean Kelly            |          |
| 1981 | Bernard Hinault      | Roger De Vlaeminck       | Alfons De Wolf        |          |
| 1982 | Jan Raas             | Stephen Roche            | Gregor Braun          |          |
| 1983 | Phil Anderson        | Jan Bogaert              | Jan Raas              |          |
| 1984 | Jacques Hanegraaf    | Kim Andersen             | Patrick Versluys      |          |
| 1985 | Gerrie Knetemann     | Jozef Lieckens           | Johnny Broers         |          |
| 1986 | Steven Rooks         | Joop Zoetemelk           | Ronny Van Holen       |          |
| 1987 | Joop Zoetemelk       | Steven Rooks             | Malcolm Elliott       |          |
| 1988 | Jelle Nijdam         | Steven Rooks             | Claude Criquielion    |          |
| 1989 | Eric Van Lancker     | Claude Criquielion       | Steve Bauer           |          |
| 1990 | Adri van der Poel    | Luc Roosen               | Jelle Nijdam          |          |
| 1991 | Frans Maassen        | Maurizio Fondriest       | Dirk De Wolf          |          |
| 1992 | Olaf Ludwig          | Johan Museeuw            | Dmitri Konyschew      |          |
| 1993 | Rolf Järmann         | Gianni Bugno             | Jens Heppner          |          |
| 1994 | Johan Museeuw        | Bruno Cenghialta         | Marco Saligari        |          |
| 1995 | Mauro Gianetti       | Davide Cassani           | Beat Zberg            |          |
| 1996 | Stefano Zanini       | Mauro Bettin             | Johan Museeuw         |          |
| 1997 | Bjarne Riis          | Andrea Tafi              | Beat Zberg            |          |
| 1998 | Rolf Järmann         | Maarten den Bakker       | Michele Bartoli       |          |
| 1999 | Michael Boogerd      | Lance Armstrong          | Gabriele Missaglia    |          |
| 2000 | Erik Zabel           | Michael Boogerd          | Markus Zberg          |          |
| 2001 | Erik Dekker          | Lance Armstrong          | Serge Baguet          |          |
| 2002 | Michele Bartoli      | Sergej Ivanov            | Michael Boogerd       |          |
| 2003 | Alekszandr Vinokurov | Michael Boogerd          | Danilo Di Luca        |          |
| 2004 | Davide Rebellin      | Michael Boogerd          | Paolo Bettini         |          |
| 2005 | Danilo Di Luca       | Michael Boogerd          | Mirko Celestino       |          |
| 2006 | Fränk Schleck        | Steffen Wesemann         | Michael Boogerd       |          |
| 2007 | Stefan Schumacher    | Davide Rebellin          | Danilo Di Luca        |          |
| 2008 | Damiano Cunego       | Fränk Schleck            | Alejandro Valverde    |          |
| 2009 | Sergej Ivanov        | Karsten Kroon            | Robert Gesink         |          |
| 2010 | Philippe Gilbert     | Ryder Hesjedal           | Enrico Gasparotto     |          |
| 2011 | Philippe Gilbert     | Joaquím Rodríguez        | Simon Gerrans         |          |
| 2012 | Enrico Gasparotto    | Jelle Vanendert          | Peter Sagan           |          |
| 2013 | Roman Kreuziger      | Alejandro Valverde       | Simon Gerrans         |          |
| 2014 | Philippe Gilbert     | Jelle Vanendert          | Simon Gerrans         |          |
| 2015 | Michał Kwiatkowski   | Alejandro Valverde       | Michael Matthews      |          |
| 2016 | Enrico Gasparotto    | Michael Valgren          | Sonny Colbrelli       |          |
| 2017 | Philippe Gilbert     | Michał Kwiatkowski       | Michael Albasini      |          |
| 2018 | Michael Valgren      | Roman Kreuziger          | Enrico Gasparotto     |          |
| 2019 | Mathieu van der Poel | Simon Clarke             | Jakob Fuglsang        |          |
| 2020 | inställt             | inställt                 | inställt              | inställt |
| 2021 | Wout van Aert        | Tom Pidcock              | Maximilian Schachmann |          |
| 2022 | Michał Kwiatkowski   | Benoît Cosnefroy         | Tiesj Benoot          |          |
| 2023 | Tadej Pogačar        | Ben Healy                | Tom Pidcock           |          |
| 2024 | Tom Pidcock          | Marc Hirschi             | Tiesj Benoot          |          |
| 2025 | Mattias Skjelmose    | Tadej Pogačar            | Remco Evenepoel       |          |

### Damer
| År                            | Vinnare              | Tvåa                 | Trea                                      |          |
| ----------------------------- | -------------------- | -------------------- | ----------------------------------------- | -------- |
| 2001                          | Debby Mansveld       | Mirjam Melchers      | Leontien van Moorsel                      |          |
| 2002                          | Leontien van Moorsel | Mirjam Melchers      | Katherine Bates                           |          |
| 2003                          | Nicole Cooke         | Olivia Gollan        | Edita Pučinskaitė                         |          |
| \| 2004 – 2016 \| ej avhållet |                      |                      |                                           |          |
| 2017                          | Anna van der Breggen | Lizzie Deignan       | Annemiek van Vleuten Katarzyna Niewiadoma |          |
| 2018                          | Chantal Blaak        | Lucinda Brand        | Amanda Spratt                             |          |
| 2019                          | Katarzyna Niewiadoma | Annemiek van Vleuten | Marianne Vos                              |          |
| 2020                          | inställt             | inställt             | inställt                                  | inställt |
| 2021                          | Marianne Vos         | Demi Vollering       | Annemiek van Vleuten                      |          |
| 2022                          | Marta Cavalli        | Demi Vollering       | Liane Lippert                             |          |
| 2023                          | Demi Vollering       | Lotte Kopecky        | Shirin van Anrooij                        |          |
| 2024                          | Marianne Vos         | Lorena Wiebes        | Ingvild Gåskjenn                          |          |
| 2025                          | Mischa Bredewold     | Ellen van Dijk       | Puck Pieterse                             |          |
| 2004 – 2016                   |                      |                      |                                           |          |